# Canton du Tonnerrois
Le canton du Tonnerrois est une circonscription électorale française située dans le département de l'Yonne et la région Bourgogne-Franche-Comté.

## Histoire
Un nouveau découpage territorial de l'Yonne entre en vigueur à l'occasion des premières élections départementales suivant le décret du 13 février 2014. Les conseillers départementaux sont, à compter de ces élections de mars 2015, élus au scrutin majoritaire binominal mixte. Les électeurs de chaque canton élisent au Conseil départemental, nouvelle appellation du Conseil général, deux membres de sexe différent, qui se présentent en binôme de candidats. Les conseillers départementaux sont élus pour 6 ans au scrutin binominal majoritaire à deux tours, l'accès au second tour nécessitant 12,5 % des inscrits au 1er tour. En outre la totalité des conseillers départementaux est renouvelée. Ce nouveau mode de scrutin nécessite un redécoupage des cantons dont le nombre est divisé par deux avec arrondi à l'unité impaire supérieure si ce nombre n'est pas entier impair, assorti de conditions de seuils minimaux. Dans l'Yonne, le nombre de cantons passe ainsi de 42 à 21.
Le canton du Tonnerrois est créé par ce décret. Il est formé de communes des anciens cantons de Ancy-le-Franc (18 communes), de Cruzy-le-Châtel (16 communes), de Flogny-la-Chapelle (5 communes) et de Tonnerre (13 communes). Il est entièrement inclus dans l'arrondissement d'Avallon. Le bureau centralisateur est situé à Tonnerre.

## Représentation
| Période élective | Période élective | Mandat | Mandat   | Identité         | Nuance | Nuance | Qualité |
| ---------------- | ---------------- | ------ | -------- | ---------------- | ------ | ------ | --- |
| 2015             | 2021             | 2015   | 2021     | Anne Jérusalem   |        | DVD    | Employée Maire de Chassignelles Présidente de la Communauté de communes du Tonnerrois 8ème Vice-Présidente du Conseil départemental |
| 2015             | 2021             | 2015   | 2021     | Maurice Pianon   |        | DVD    | Artisan Maire d'Yrouerre Ancien conseiller général du Canton de Tonnerre (2001-2015) 1er Vice-Président du Conseil départemental    |
| 2021             | 2028             | 2021   | en cours | Cédric Clech     |        | DVG    | Producteur audiovisuel, maire de Tonnerre depuis 2020                                                                               |
| 2021             | 2028             | 2021   | en cours | Catherine Tronel |        | DVG    | Administratrice de société Maire d'Argentenay depuis 2008                                                                           |

### Résultats détaillés

#### Élections de mars 2015
À l'issue du 1er tour des élections départementales de 2015, deux binômes sont en ballottage : Anne Jerusalem et Maurice Pianon (UDI, 32,92 %) et Jacques Coutela et Sandrine Neyens (FN, 30,92 %). Le taux de participation est de 55,24 % (7 023 votants sur 12 714 inscrits) contre 51,97 % au niveau départemental et 50,17 % au niveau national.
Au second tour, Anne Jerusalem et Maurice Pianon (UDI) sont élus avec 59,27 % des suffrages exprimés et un taux de participation de 56,03 % (3 829 voix pour 7 122 votants et 12 712 inscrits).
Maurice Pianon a quitté l'UDI pour LREM.

#### Élections de juin 2021
Le premier tour des élections départementales de 2021 est marqué par un très faible taux de participation (33,26 % au niveau national). Dans le canton du Tonnerrois, ce taux de participation est de 40,95 % (4 856 votants sur 11 857 inscrits) contre 35,12 % au niveau départemental. À l'issue de ce premier tour, deux binômes sont en ballottage : Cédric Clech et Catherine Tronel (DVC, 50,4 %) et Anne Jerusalem et Lucas Manuel (DVD, 28,89 %).
Le second tour des élections est marqué une nouvelle fois par une abstention massive équivalente au premier tour. Les taux de participation sont de 34,36 % au niveau national, 36,29 % dans le département et 41,87 % dans le canton du Tonnerrois. Cédric Clech et Catherine Tronel (DVC) sont élus avec 65,64 % des suffrages exprimés (3 076 voix pour 4 967 votants et 11 862 inscrits),,.

## Composition
Le canton du Tonnerrois comprend cinquante-deux communes entières.
| Nom                              | Code Insee | Intercommunalité              | Superficie (km2) | Population (dernière pop. légale) | Densité (hab./km2) | Modifier                                    |
| -------------------------------- | ---------- | ----------------------------- | ---------------- | --------------------------------- | ------------------ | ------------------------------------------- |
| Tonnerre (bureau centralisateur) | 89418      | CC Le Tonnerrois en Bourgogne | 58,27            | 4 268 (2022)                      | 73                 | modifier les données · modifier les données |
| Aisy-sur-Armançon                | 89004      | CC Le Tonnerrois en Bourgogne | 17,97            | 236 (2022)                        | 13                 | modifier les données · modifier les données |
| Ancy-le-Franc                    | 89005      | CC Le Tonnerrois en Bourgogne | 19,65            | 837 (2022)                        | 43                 | modifier les données · modifier les données |
| Ancy-le-Libre                    | 89006      | CC Le Tonnerrois en Bourgogne | 21,65            | 141 (2022)                        | 6,5                | modifier les données · modifier les données |
| Argentenay                       | 89016      | CC Le Tonnerrois en Bourgogne | 5,07             | 79 (2022)                         | 16                 | modifier les données · modifier les données |
| Argenteuil-sur-Armançon          | 89017      | CC Le Tonnerrois en Bourgogne | 30,51            | 224 (2022)                        | 7,3                | modifier les données · modifier les données |
| Arthonnay                        | 89019      | CC Le Tonnerrois en Bourgogne | 25,50            | 150 (2022)                        | 5,9                | modifier les données · modifier les données |
| Baon                             | 89028      | CC Le Tonnerrois en Bourgogne | 8,57             | 62 (2022)                         | 7,2                | modifier les données · modifier les données |
| Bernouil                         | 89038      | CC Le Tonnerrois en Bourgogne | 4,55             | 116 (2022)                        | 25                 | modifier les données · modifier les données |
| Chassignelles                    | 89087      | CC Le Tonnerrois en Bourgogne | 13,00            | 300 (2022)                        | 23                 | modifier les données · modifier les données |
| Cheney                           | 89098      | CC Le Tonnerrois en Bourgogne | 5,95             | 234 (2022)                        | 39                 | modifier les données · modifier les données |
| Collan                           | 89112      | CC Le Tonnerrois en Bourgogne | 13,16            | 156 (2022)                        | 12                 | modifier les données · modifier les données |
| Cruzy-le-Châtel                  | 89131      | CC Le Tonnerrois en Bourgogne | 59,52            | 224 (2022)                        | 3,8                | modifier les données · modifier les données |
| Cry                              | 89132      | CC Le Tonnerrois en Bourgogne | 11,16            | 159 (2022)                        | 14                 | modifier les données · modifier les données |
| Dannemoine                       | 89137      | CC Le Tonnerrois en Bourgogne | 10,28            | 458 (2022)                        | 45                 | modifier les données · modifier les données |
| Dyé                              | 89149      | CC Le Tonnerrois en Bourgogne | 17,00            | 188 (2022)                        | 11                 | modifier les données · modifier les données |
| Épineuil                         | 89153      | CC Le Tonnerrois en Bourgogne | 6,21             | 515 (2022)                        | 83                 | modifier les données · modifier les données |
| Flogny-la-Chapelle               | 89169      | CC Le Tonnerrois en Bourgogne | 23,75            | 947 (2022)                        | 40                 | modifier les données · modifier les données |
| Fulvy                            | 89184      | CC Le Tonnerrois en Bourgogne | 3,81             | 129 (2022)                        | 34                 | modifier les données · modifier les données |
| Gigny                            | 89187      | CC Le Tonnerrois en Bourgogne | 10,77            | 83 (2022)                         | 7,7                | modifier les données · modifier les données |
| Gland                            | 89191      | CC Le Tonnerrois en Bourgogne | 16,67            | 41 (2022)                         | 2,5                | modifier les données · modifier les données |
| Jully                            | 89210      | CC Le Tonnerrois en Bourgogne | 19,76            | 123 (2022)                        | 6,2                | modifier les données · modifier les données |
| Junay                            | 89211      | CC Le Tonnerrois en Bourgogne | 3,63             | 64 (2022)                         | 18                 | modifier les données · modifier les données |
| Lézinnes                         | 89223      | CC Le Tonnerrois en Bourgogne | 15,96            | 664 (2022)                        | 42                 | modifier les données · modifier les données |
| Mélisey                          | 89247      | CC Le Tonnerrois en Bourgogne | 22,17            | 225 (2022)                        | 10                 | modifier les données · modifier les données |
| Molosmes                         | 89262      | CC Le Tonnerrois en Bourgogne | 24,51            | 160 (2022)                        | 6,5                | modifier les données · modifier les données |
| Nuits                            | 89280      | CC Le Tonnerrois en Bourgogne | 11,58            | 372 (2022)                        | 32                 | modifier les données · modifier les données |
| Pacy-sur-Armançon                | 89284      | CC Le Tonnerrois en Bourgogne | 13,35            | 180 (2022)                        | 13                 | modifier les données · modifier les données |
| Perrigny-sur-Armançon            | 89296      | CC Le Tonnerrois en Bourgogne | 14,04            | 125 (2022)                        | 8,9                | modifier les données · modifier les données |
| Pimelles                         | 89299      | CC Le Tonnerrois en Bourgogne | 9,91             | 62 (2022)                         | 6,3                | modifier les données · modifier les données |
| Quincerot                        | 89320      | CC Le Tonnerrois en Bourgogne | 9,91             | 52 (2022)                         | 5,2                | modifier les données · modifier les données |
| Ravières                         | 89321      | CC Le Tonnerrois en Bourgogne | 21,85            | 727 (2022)                        | 33                 | modifier les données · modifier les données |
| Roffey                           | 89323      | CC Le Tonnerrois en Bourgogne | 8,55             | 146 (2022)                        | 17                 | modifier les données · modifier les données |
| Rugny                            | 89329      | CC Le Tonnerrois en Bourgogne | 13,89            | 75 (2022)                         | 5,4                | modifier les données · modifier les données |
| Saint-Martin-sur-Armançon        | 89355      | CC Le Tonnerrois en Bourgogne | 14,11            | 141 (2022)                        | 10,0               | modifier les données · modifier les données |
| Sambourg                         | 89374      | CC Le Tonnerrois en Bourgogne | 12,44            | 65 (2022)                         | 5,2                | modifier les données · modifier les données |
| Sennevoy-le-Bas                  | 89385      | CC Le Tonnerrois en Bourgogne | 8,69             | 77 (2022)                         | 8,9                | modifier les données · modifier les données |
| Sennevoy-le-Haut                 | 89386      | CC Le Tonnerrois en Bourgogne | 8,84             | 121 (2022)                        | 14                 | modifier les données · modifier les données |
| Serrigny                         | 89393      | CC Le Tonnerrois en Bourgogne | 7,50             | 115 (2022)                        | 15                 | modifier les données · modifier les données |
| Stigny                           | 89403      | CC Le Tonnerrois en Bourgogne | 17,86            | 88 (2022)                         | 4,9                | modifier les données · modifier les données |
| Tanlay                           | 89407      | CC Le Tonnerrois en Bourgogne | 38,66            | 889 (2022)                        | 23                 | modifier les données · modifier les données |
| Thorey                           | 89413      | CC Le Tonnerrois en Bourgogne | 6,93             | 43 (2022)                         | 6,2                | modifier les données · modifier les données |
| Tissey                           | 89417      | CC Le Tonnerrois en Bourgogne | 5,97             | 113 (2022)                        | 19                 | modifier les données · modifier les données |
| Trichey                          | 89422      | CC Le Tonnerrois en Bourgogne | 6,61             | 43 (2022)                         | 6,5                | modifier les données · modifier les données |
| Tronchoy                         | 89423      | CC Le Tonnerrois en Bourgogne | 6,59             | 123 (2022)                        | 19                 | modifier les données · modifier les données |
| Vézannes                         | 89445      | CC Le Tonnerrois en Bourgogne | 9,01             | 52 (2022)                         | 5,8                | modifier les données · modifier les données |
| Vézinnes                         | 89447      | CC Le Tonnerrois en Bourgogne | 6,30             | 157 (2022)                        | 25                 | modifier les données · modifier les données |
| Villiers-les-Hauts               | 89470      | CC Le Tonnerrois en Bourgogne | 19,12            | 125 (2022)                        | 6,5                | modifier les données · modifier les données |
| Villon                           | 89475      | CC Le Tonnerrois en Bourgogne | 9,42             | 111 (2022)                        | 12                 | modifier les données · modifier les données |
| Vireaux                          | 89481      | CC Le Tonnerrois en Bourgogne | 14,58            | 102 (2022)                        | 7,0                | modifier les données · modifier les données |
| Viviers                          | 89482      | CC Le Tonnerrois en Bourgogne | 9,18             | 104 (2022)                        | 11                 | modifier les données · modifier les données |
| Yrouerre                         | 89486      | CC Le Tonnerrois en Bourgogne | 14,28            | 147 (2022)                        | 10                 | modifier les données · modifier les données |
| Canton du Tonnerrois             | 8919       |                               | 788,22           | 15 138 (2022)                     | 19                 | modifier les données                        |

## Démographie
En 2022, le canton comptait 15 138 habitants, en évolution de −8,12 % par rapport à 2016 (Yonne : −1,95 %, France hors Mayotte : +2,11 %).
| 2013   | 2018   | 2022   |
| ------ | ------ | ------ |
| 17 070 | 15 835 | 15 138 |